# HMCS Micmac (R10)
«Мікмак» (R10) (англ. HMCS Micmac (R10) — військовий корабель, ескадрений міноносець типу «Трайбл» Королівського військово-морського флоту Канади післявоєнних років.
Ескадрений міноносець «Мікмак» був замовлений 4 січня 1941 року. Закладка корабля відбулася 20 травня 1942 року на верфі компанії Halifax Shipyard у Галіфаксі. 18 вересня 1943 року він був спущений на воду, а 14 вересня 1945 року увійшов до складу Королівських ВМС Канади.
«Мікмак» був єдиним кораблем свого типу, який провів усю свою кар'єру як навчальний корабель.
16 липня 1947 року, в умовах туману, есмінець зіткнувся з вантажним судном типу «Вікторі» SS Yarmouth County біля Галіфаксу, зазнавши дуже великої шкоди носової частини корабля. У результаті зіткнення загинуло 5 моряків, 6 зникло безвісти та імовірно загинуло та 27 ще було поранено. Це був випадок однієї з найбільших катастроф з великими людськими втратами у мирний час в історії ВМС Канади. Завдяки зусиллям його екіпажу корабель був врятований, а «Мікмак» продовжував служити ще 17 років. Наприкінці 1963 року, після десяти попередніх напружених років тренувань, навчань НАТО та «демонстрацій прапора», «Мікмак» був визнаний таким, що підлягає виведенню з лав канадського флоту. 31 березня 1964 року його списали зі складу Королівських ВМС Канади та у 1965 році розібрали на брухт.